# 北沖洲
北沖洲（きたおきのす）は、徳島県徳島市の町名。現行行政地名は北沖洲一丁目から北沖州四丁目。2009年12月現在の徳島市の調査による人口は4,972人、世帯数は2,033世帯。郵便番号は〒770-0872。

## 地理
徳島市の東部に位置し、沖洲地区に属する。吉野川下流デルタ地帯の一角をなす。北で金沢、東で東沖洲、南で南沖洲、西で安宅、北西で城東町と隣接する。北東を吉野川が西から東に流れている。西は沖洲川、東に沖洲海岸があり紀伊水道に面する。

### 河川
- 吉野川
- 沖洲川

## 歴史
元は沖洲町の一部で、字北ノ浜・北屋敷・北堤内・中張・船戸南・北ノ端・北新田・小高洲・高洲であった。1969年（昭和44年）より現在の町名となった。三丁目から四丁目はネギ畑の目立つ田畑やカヤ原にすぎなかった。往時の様子をよく示すものに隠元さん（狸の名）の祠がある。三丁目から四丁目の様子を一変させたのは、イナ池を埋め立てて徳島市中央卸売市場が作られたことである。海岸は遠浅の砂浜で海苔の養殖が盛んであったが、1989年（平成元年）よりマリンピア沖洲の工事が始まってからは、それまで開かれていた海水浴場が閉鎖された。

## 交通

### バス
徳島市営バス
- 北沖洲二丁目
- 中央市場北口
- 中央市場正門前
- 中央市場口

### 道路
都道府県道
- 徳島県道29号徳島環状線
- 徳島県道189号沖ノ洲埠頭線

## 施設
- 徳島市役所沖洲支所
- 徳島市中央卸売市場
- 徳島沖洲郵便局
- 徳島市立高等学校
- めだか保育園
- ワイヤーオレンジ
- 巖嶋神社